# Penny Penates
Penny Penates est une carte postale envoyée le 14 juillet 1840 à Fulham, quartier de Londres. Celle-ci est adressée à l'écrivain et farceur connu Theodore Hook, qui est probablement aussi l'expéditeur. Le dessin sur la carte postale montre plusieurs commis des postes s'asseyant autour d'un encrier géant.
La carte postale a été découverte en 2001 par un marchand de timbres alors qu'il examinait une collection de timbres, et a été vérifiée par la British Philatelic Association (en) comme authentique ainsi que la plus vieille carte postale connue au monde. Celle-ci est également le seul exemple connu encore existant à porter le Penny Black, le tout premier timbre postal autocollant au monde, sur une carte postale. La carte postale a été vendue dans une vente aux enchères en 2002 pour 31 750 livres, la plus grand somme jamais dépensée pour une carte postale.